# Gœrsdorf
Goersdorf – miejscowość i gmina we Francji, w regionie Grand Est, w departamencie Dolny Ren.
Według danych na rok 1990 gminę zamieszkiwały 942 osoby, 72 os./km².